# Galeicles kooymani
Galeicles kooymani is een rechtvleugelig insect uit de familie Thericleidae. De wetenschappelijke naam van deze soort is voor het eerst geldig gepubliceerd in 1996 door Popov.